# 反圧ブレーキ (空気)
空気圧による反圧ブレーキ（はんあつブレーキ）は、発明者ニクラウス・リッゲンバッハ (Niklaus Riggenbach) の名前からリッゲンバッハ・カウンタープレッシャーブレーキともいい、蒸気機関車のブレーキの1つで、装置を組み合わせることで駆動用のシリンダーに空気圧を送り、ピストンの動きに制動を掛けることでブレーキ力を得る方式である。これにより、制輪子と車輪のタイヤが割れたり擦り切れたり過熱したりせずに連続的に高いブレーキ力を得ることができる。
日本語では、シリンダーに空気圧を送ってブレーキ力を得る方式と、蒸気圧を送ってブレーキ力を得る方式を共に反圧ブレーキと称しているが、英語やドイツ語では区別されている。英語では前者がCounter-pressure brake、後者がCountersteam brakeである。ここでは英語版に沿って記事を分けて説明しており、後者については反圧ブレーキ (蒸気)を参照のこと。

## 使用
空気圧式反圧ブレーキは、長い勾配のある路線やラック式鉄道で用いられる蒸気機関車でよく使われている。例えば、ウィーンのカーレンベルク鉄道 (Kahlenbergbahn) などである。そうした路線では、反圧ブレーキ無しでは制輪子や車輪のタイヤがすぐに割れたり裂けたりしがちである。
勾配のある路線で運用される場合は、このブレーキが蒸気機関車の独立したブレーキ系統になるため、この能力が不可欠である。
さらなる使用範囲としては、機関車のブレーキの検査・試験があり、通常走行しているときに連続したブレーキ力を車両に掛けるために用いられる。このニッチ分野のために何両かの蒸気機関車がドイツで1970年代まで使われていた。